# Liste der Bodendenkmäler in Großostheim
Auf dieser Seite sind die Bodendenkmäler in dem unterfränkischen Markt Großostheim zusammengestellt. Diese Tabelle ist eine Teilliste der Liste der Bodendenkmäler in Bayern. Grundlage ist die Bayerische Denkmalliste, die auf Basis des Bayerischen Denkmalschutzgesetzes vom 1. Oktober 1973 erstmals erstellt wurde und seither durch das Bayerische Landesamt für Denkmalpflege geführt wird. Die folgenden Angaben ersetzen nicht die rechtsverbindliche Auskunft der Denkmalschutzbehörde.

## Bodendenkmäler in Großostheim
| Lage       | Objekt | Akten-Nr.     | Bild |
| ---------- | --- | ------------- | ---- |
| (Standort) | Villa rustica der römischen Kaiserzeit. | D-6-6020-0036 |      |
| (Standort) | Siedlung der römischen Kaiserzeit. | D-6-6020-0038 |      |
| (Standort) | Mittelalterliche Wüstung „Ringheim“ und „Ringheimer Mühle“. | D-6-6020-0039 |      |
| (Standort) | Brandgräber der Urnenfelderzeit. | D-6-6020-0040 |      |
| (Standort) | Körpergräber vor- und frühgeschichtlicher oder mittelalterlicher Zeitstellung. | D-6-6020-0041 |      |
| (Standort) | Villa rustica der römischen Kaiserzeit. | D-6-6020-0042 |      |
| (Standort) | Körpergräber der Merowingerzeit. | D-6-6020-0044 |      |
| (Standort) | Brandgräber der Urnenfelderzeit. | D-6-6020-0045 |      |
| (Standort) | Siedlung der Hallstattzeit. | D-6-6020-0046 |      |
| (Standort) | Siedlung des Neolithikums. | D-6-6020-0050 |      |
| (Standort) | Siedlung des Jungneolithikums und der Bronzezeit, Körpergräber der Merowingerzeit. | D-6-6020-0052 |      |
| (Standort) | Körpergräber vorgeschichtlicher Zeitstellung im Bereich einer Siedlung der Linearbandkeramik, des Mittelneolithikums, der Hallstattzeit und der Latènezeit.                                                             | D-6-6020-0053 |      |
| (Standort) | Körpergräber der Merowingerzeit. | D-6-6020-0054 |      |
| (Standort) | Siedlung der Linearbandkeramik, der Urnenfelderzeit und der Späthallstatt-/Frühlatènezeit. | D-6-6020-0055 |      |
| (Standort) | Siedlung der Linearbandkeramik, des Mittelneolithikums und vermutlich der Latènezeit. | D-6-6020-0057 |      |
| (Standort) | Villa rustica der römischen Kaiserzeit. | D-6-6020-0058 |      |
| (Standort) | Siedlung der römischen Kaiserzeit. | D-6-6020-0059 |      |
| (Standort) | Siedlung der römischen Kaiserzeit. | D-6-6020-0060 |      |
| (Standort) | Siedlung der Hallstattzeit. | D-6-6020-0061 |      |
| (Standort) | Körpergräber vor- und frühgeschichtlicher Zeitstellung. | D-6-6020-0062 |      |
| (Standort) | Vorgeschichtliche Siedlung und Villa rustica der römischen Kaiserzeit. | D-6-6020-0063 |      |
| (Standort) | Siedlung der Linearbandkeramik, des Mittelneolithikums, der Urnenfelderzeit und der frühen Latènezeit. | D-6-6020-0065 |      |
| (Standort) | Siedlung der Linearbandkeramik. | D-6-6020-0066 |      |
| (Standort) | Siedlung der Linearbandkeramik und des Mittelneolithikums. | D-6-6020-0067 |      |
| (Standort) | Siedlung der Linearbandkeramik und des Mittelneolithikums. | D-6-6020-0068 |      |
| (Standort) | Siedlung der Linearbandkeramik und des Mittelneolithikums. | D-6-6020-0069 |      |
| (Standort) | Siedlung der Linearbandkeramik, Brandgräber der jüngeren Latènezeit und Siedlung der Merowingerzeit. | D-6-6020-0070 |      |
| (Standort) | Bestattungen der Merowingerzeit. | D-6-6020-0071 |      |
| (Standort) | Siedlung des Mittelneolithikums. | D-6-6020-0072 |      |
| (Standort) | Siedlung vor- und frühgeschichtlicher Zeitstellung. | D-6-6020-0111 |      |
| (Standort) | Siedlung vor- und frühgeschichtlicher Zeitstellung. | D-6-6020-0113 |      |
| (Standort) | Bestattungsplatz mit verebneten Grabhügeln vorgeschichtlicher Zeitstellung. | D-6-6020-0146 |      |
| (Standort) | Untertägige Siedlungsteile des Mittelalters und der frühen Neuzeit im Bereich er Marktsiedlung Großostheim. | D-6-6020-0197 |      |
| (Standort) | Untertägige Teile der spätmittelalterlichen und frühneuzeitlichen Marktbefestigung von Großostheim. | D-6-6020-0198 |      |
| (Standort) | Archäologische Befunde im Bereich der spätmittelalterlichen und frühneuzeitlichen katholischen Pfarrkirche St. Petrus und Paulus von Großostheim mit frühmittelalterlichem Vorgängerbau sowie Bestattungen im Kirchhof. | D-6-6020-0199 |      |
| (Standort) | Siedlung der späten Hallstattzeit und der frühen Latènezeit sowie Villa rustica der römischen Kaiserzeit. | D-6-6020-0205 |      |
| (Standort) | Villa rustica der römischen Kaiserzeit. | D-6-6020-0206 |      |
| (Standort) | Archäologische Befunde im Bereich der frühneuzeitlichen katholischen Drippelkapelle St. Eligius in Großostheim. | D-6-6020-0210 |      |
| (Standort) | Archäologische Befunde im Bereich der mittelalterlichen Alten Heiligkreuzkapelle bei Großostheim. | D-6-6020-0211 |      |
| (Standort) | Archäologische Befunde im Bereich der frühneuzeitlichen katholischen Heiligkreuzkapelle bei Großostheim. | D-6-6020-0212 |      |
| (Standort) | Archäologische Befunde des Mittelalters und der frühen Neuzeit im Bereich des ehemals umwehrten Ortsbereiches von Pflaumheim.                                                                                           | D-6-6020-0214 |      |
| (Standort) | Archäologische Befunde im Bereich der frühneuzeitlichen ehemaligen Synagoge von Großostheim. | D-6-6020-0215 |      |
| (Standort) | Archäologische Befunde im Bereich der mittelalterlichen und frühneuzeitlichen Ortsbefestigung in Pflaumheim mit Mauer und Graben.                                                                                       | D-6-6020-0216 |      |
| (Standort) | Archäologische Befunde im Bereich der frühneuzeitlichen katholischen Pfarrkirche St. Georg und St. Lucia von Pflaumheim mit spätneuzeitlicher Erweiterung.                                                              | D-6-6020-0217 |      |
| (Standort) | Archäologische Befunde im Bereich der spätneuzeitlichen Kapelle St. Anna bei Pflaumheim. | D-6-6020-0218 |      |
| (Standort) | Siedlung vor- und frühgeschichtlicher Zeitstellung. | D-6-6020-0221 |      |
| (Standort) | Siedlung des Mittelneolithikum und der Metallzeiten. | D-6-6020-0237 |      |
| (Standort) | Teilstück der Kurmainzer Landwehr des späten Mittelalters und der frühen Neuzeit, Abschnitt „Bachgauer Landwehr“. | D-6-6020-0238 |      |
| (Standort) | Siedlung der römischen Kaiserzeit. | D-6-6120-0001 |      |
| (Standort) | Grabhügel vorgeschichtlicher Zeitstellung. | D-6-6120-0002 |      |
| (Standort) | Grabhügel vorgeschichtlicher Zeitstellung. | D-6-6120-0003 |      |
| (Standort) | Grabhügel vorgeschichtlicher Zeitstellung. | D-6-6120-0004 |      |
| (Standort) | Grabhügel vorgeschichtlicher Zeitstellung, darin Bestattungen der Schnurkeramik und der Hallstattzeit. | D-6-6120-0005 |      |
| (Standort) | Vorgeschichtliche Grabhügel, darin Bestattungen der Schnurkeramik, der mittleren Bronzezeit, der Urnenfelderzeit, der Hallstattzeit und der frühen Latènezeit.                                                          | D-6-6120-0006 |      |
| (Standort) | Siedlung des Mittelneolithikums. | D-6-6120-0007 |      |
| (Standort) | Siedlung der Linearbandkeramik, des Mittelneolithikums, der Hallstattzeit und der frühen Latènezeit und mittelalterliche Wüstung „Biebigheim“.                                                                          | D-6-6120-0008 |      |
| (Standort) | Körpergräber der Völkerwanderungszeit. | D-6-6120-0010 |      |
| (Standort) | Siedlung des Mittelneolithikums. | D-6-6120-0011 |      |
| (Standort) | Siedlung der Linearbandkeramik, des Mittelneolithikums, der frühen und der jüngeren Latènezeit, Bestattungsplatz mit Reihengräbern der Merowingerzeit.                                                                  | D-6-6120-0012 |      |
| (Standort) | Siedlung der Linearbandkeramik und der Hallstattzeit. | D-6-6120-0013 |      |
| (Standort) | Siedlung der Linearbandkeramik, des Mittelneolithikums und der Späthallstatt/Frühlatènezeit sowie urnenfelderzeitliche, hallstattzeitliche und kaiserzeitliche Bestattungen.                                            | D-6-6120-0014 |      |
| (Standort) | Siedlung des Neolithikums, darunter Siedlung der Linearbandkeramik und des Mittelneolithikums, sowie Bestattungen der Urnenfelderzeit.                                                                                  | D-6-6120-0015 |      |
| (Standort) | Siedlung der Linearbandkeramik, des Mittelneolithikums, der Urnenfelderzeit, der Hallstattzeit und der frühen Latènezeit.                                                                                               | D-6-6120-0017 |      |
| (Standort) | Siedlung der Linearbandkeramik und des Mittelneolithikums. | D-6-6120-0018 |      |
| (Standort) | Siedlung der Linearbandkeramik und der Urnenfelderzeit. | D-6-6120-0019 |      |
| (Standort) | Siedlung der Linearbandkeramik und der Hallstattzeit. | D-6-6120-0020 |      |
| (Standort) | Villa rustica der römischen Kaiserzeit. | D-6-6120-0021 |      |
| (Standort) | Grabhügel vorgeschichtlicher Zeitstellung, daraus Funde der Schnurkeramik und der Hallstattzeit. | D-6-6120-0022 |      |
| (Standort) | Siedlung der Stichbandkeramik. | D-6-6120-0104 |      |
| (Standort) | Archäologische Befunde im Bereich der frühneuzeitlichen St.-Wendelinus-Kapelle bei Großostheim. | D-6-6120-0117 |      |
| (Standort) | Archäologische Befunde im Bereich der frühneuzeitlichen, aufgelassenen ehemaligen Pfarrkirche von Wenigumstadt mit ummauertem Kirchhof.                                                                                 | D-6-6120-0119 |      |